# Charles Fairfax Murray

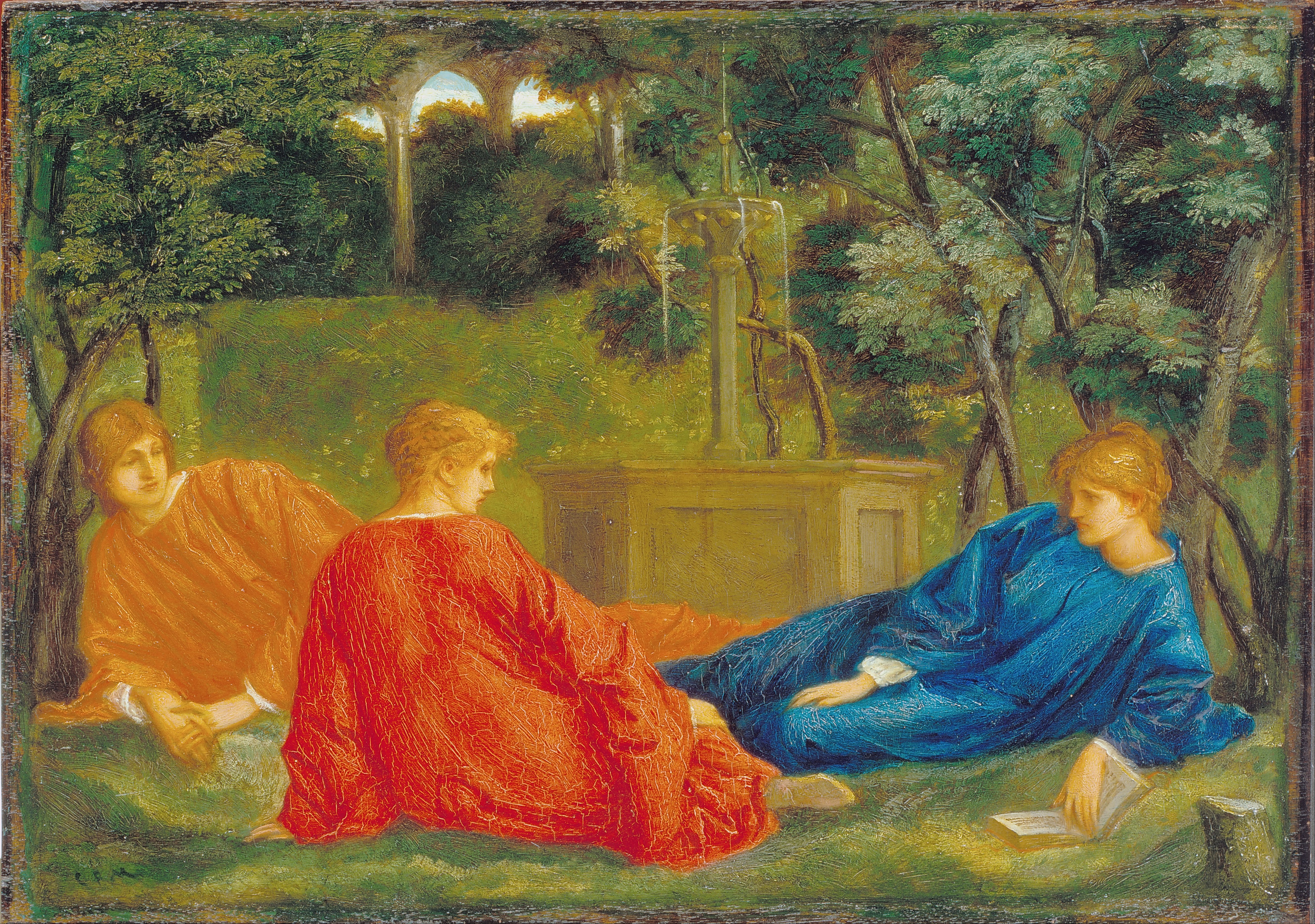
Les filles des rois, vers 1875.

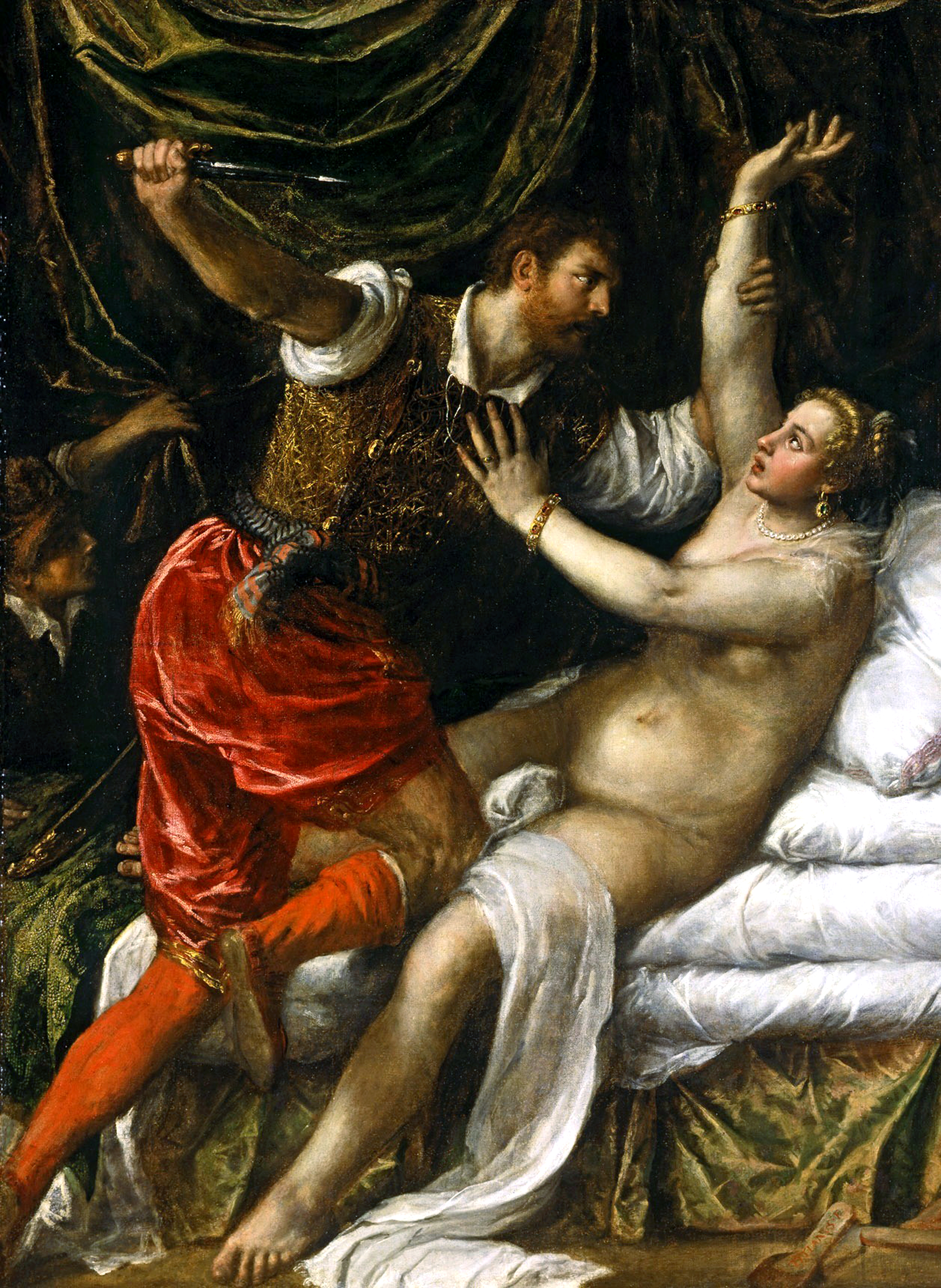
Tarquin et Lucrèce de Titien (1571), sans doute la plus grande œuvre de la collection de Murray

Charles Fairfax Murray (1849-1919) est un peintre, marchand d'art, collectionneur d'art, mécène et historien de l'art anglais qui est associé à la deuxième vague du préraphaélisme.

## Biographie

### Jeunesse
Cadet de quatre enfants, Charles Fairfax Murray naît à Bow, près de Londres, mais il grandit à Sudbury dans le Suffolk, où il étudie le dessin, peut-être sous la direction de Gainsborough Dupont, le petit-neveu de Thomas Gainsborough. 
À l'âge de 12 ans, il travaille au bureau de dessin des entrepreneurs ferroviaires Peto & Betts ; l'un de ses employeurs, Sir Samuel Morton Peto, le fait venir chez lui pour dessiner des portraits de sa famille.
Repéré par John Ruskin à l'âge de 16 ans, Fairfax Murray est engagé en 1867 comme premier assistant d'atelier chez Edward Burne-Jones. 
Il devient rapidement l'un des membres du cercle de Dante Gabriel Rossetti, cofondateur du mouvement préraphaélite ; il noue également des amitiés avec William Morris et Philip Webb. Il travaille pour l'entreprise d'art décoratif que dirige Morris, où il contribue à exploiter les dessins de Burne Jones ; il enlumine également des manuscrits de Morris.

### Peintre, connaisseur et marchand
En 1872 il quitte l'Angleterre pour l'Italie, où il travaille comme copiste pour Ruskin - dont il fut l'associé de 1869 à 1883 - et dessinateur d'architecture à Rome, Sienne, Pise et Venise, ce qui lui permet de faire progresser son étude des maîtres italiens. 
Après avoir épousé Angelica Collivichi, âgée de 16 ans, et s'être installé à Florence, il dépend de ce travail pour subvenir aux besoins de sa jeune famille. Il contribue à l'ouvrage History of North Italian Painting de Giovanni Cavalcaselle. De Sienne, il entretient une correspondance animée avec Morris, Webb et Burne-Jones; il agit également à titre d'agent pour Sir Frederick Burton, directeur du Musée des Beaux-Arts du Canada. 
À partir de 1877 il entretient également une longue relation avec le Dr Wilhelm von Bode, directeur de la Gemaldegalerie de Berlin, et s'associe au marchand londonien Thomas Agnew pour y commercialiser des photos. 
A cette époque il commença une collection de dessins, tout en ayant déjà acheté en Angleterre précédemment lors des ventes des collections Palmerston,  Aylesford, Robinson et Knowles

### Dernières années
En 1882 il retourne en Angleterre tandis que sa femme reste en Italie. Il reprend ses amitiés avec Burne-Jones, Morris, Webb et d'autres Préraphaélites et leurs mécènes, ainsi qu'avec le mouvement Arts & Crafts.  À partir de 1888 il se lie d'intimité avec Blanche Richmond, qui posait pour lui et dont il aura plusieurs enfants.
Murray est alors très respecté comme connaisseur et conseiller de collectionneurs privés, et on lui prête un un rôle actif dans la dispersion de collections anglaises de 1880 à 1890. 
Il possède une importante collection personnelle de tableaux de maîtres anciens dont Portrait de son frère par Rembrandt, Enfant Jésus avec la Vierge et Saint Jean  par Botticelli et un portrait de Lucas Vosterman par van Dyck (oeuvres reproduites en héliogravure dans le catalogue de la vente de sa collection - arch. pers.). 
Son but a toujours été d'inclure les œuvres qu'il possédait dans les collections publiques ; ainsi en 1904, il vend sa collection de plus de huit cents dessins préraphaélites au Birmingham Museum and Art Gallery. 
En 1918 il donna, avec de nombreuses autres oeuvres d'art, son Titien Tarquin et Lucrèce, plus d'une douzaine de Constable, les quatre premiers Gainsborough et un Corot au Fitzwilliam Museum à Cambridge, ainsi que des épreuves Morris et des manuscrits de la collection de William Morris. Dulwich Picture Gallery, bénéficie d'une collection de 46 portraits anglais.
En 1910 il céda à John Pierpont Morgan la quasi-totalité de sa collection de dessins anciens - sauf une centaine - soit plus de 1600 feuilles, dont 300 dessins des Pays-Bas, qui formèrent le noyau de la Pierpont Morgan Library, qui fut considérablement accrue à partir des années 1950.
Il meurt à Londres en janvier 1919, à la suite d'une série d'accidents vasculaires cérébraux.
La vente publique par Christie's à Londres le 30 janvier 1920 d'une partie de ses biens comptait, outre des tableaux 600 aquarelles ou dessins anglais et un millier de dessins, dont bon nombre entrèrent ensuite dans la collection de Fritz Lugt, son ami et plus grand rival en affaires avec John Postle Heseltine.